# 日本大学総合学術情報センター
日本大学総合学術情報センター（にほんだいがくそうごうがくじゅつじょうほうセンター）は、日本大学学術情報の総合拠点である。同センターは、日本大学芸術学部旧所沢キャンパスの近くに設置されている。

## 概要
1994年10月に記念事業の一環として、日本大学の学術情報拠点となるように設立された。学術情報等を総合的に集め、専門に分けられた各プロジェクトチームにより、研究開発をして情報発信することによって、大学生と教職員への教育・研究活動の支援を促進している。
2007年度からは、統一プラットフォームによる全学共通図書館システムを取り入れ、総合学術情報センター内、全学部図書館、大学院独立研究科図書室等の所蔵資料を一括で検索できる横断検索システムを開設。資料は、電子ジャーナルや電子ブック等の電子資料を一括導入している。重要文化財・美術品を含む、貴重書並びに荷風文庫等の特殊コレクションを多数収集している。
学部と高校を結ぶ基幹ネットワーク日大WANを100Mbpsで構築し、離れたキャンパスから他学部の講義が受講できる遠隔授業のサポートも行っている。また、2008年度からGoogle社との提携でNU-AppsGサービスをスタートさせた。

## 所在地
- 埼玉県所沢市中富南4-25[2]